# Proton200k

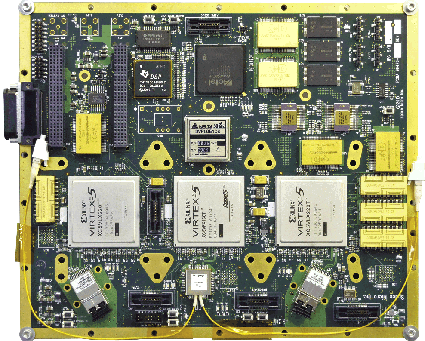
Proton300k

Proton200k — высокопроизводительный радиационно-стойкий одноплатный компьютер для работы в космосе на базе цифрового сигнального процессора Texas Instruments 320C 6415/6713. Proton200k производится компанией Space Micro Inc, разработчиком и производителем радиационно-стойкой электроники для космических приложений. Proton200k изначально разрабатывался по контрактам Фазы I и Фазы II SBIR. Proton200k демонстрирует скорость обработки 900 млн FLOPS или 4000 MIPS при мощности 5 Вт. Радиационная стойкость к общей ионизирующей дозе более 100 крад (Si) и менее 1 единичного нарушения за 1000 дней. Space Micro Inc также предлагает трёхъядерную версию Proton200k.
В 2006 году космический компьютер Proton200k был выбран для спутниковой программы «Autonomous Nanosatellite Guardian Evaluating Local Space» (ANGELS) Исследовательской лаборатории ВВС США (англ., AFRL).
Использование технологий, первоначально разработанных для Proton200k, привело к разработке одноплатного компьютера Space Micro Proton400k на базе PowerPC.